# Cañada de la Virgen
Cañada de la Virgen es un sitio arqueológico localizado a 16 km al suroeste de la ciudad de San Miguel de Allende, en el estado de Guanajuato, México, sobre una superficie aproximada de 12 hectáreas a lo largo de la cuenca central del río Laja.
El sitio se ubica dentro de un terreno de propiedad particular, aunque en 1985 fue registrado por el Instituto Nacional de Antropología e Historia (INAH).
La construcción de estas pirámides y otras estructuras arquitectónicas a lo largo de la cuenca central del río Laja es atribuida a grupos tolteca-chichimecas. La Cañada de la Virgen formó parte de una organización social mayor que estaba vinculada con el sistema político de los Toltecas
Fue un sitio prehispánico, que se estima fue regido por la Luna, el Sol y Venus, de acuerdo con estudios arqueológico-astronómicos efectuados por INAH.
La ciudad fue construida por antiguos arquitectos y se piensa hubo ocupación por los pueblos Otomi-hñahñū.
De acuerdo con INAH, este lugar fue “La Casa de los 13 cielos” y se concibió como un reloj lunar. (Para establecer periodos de caza y recolección).

## Sitio

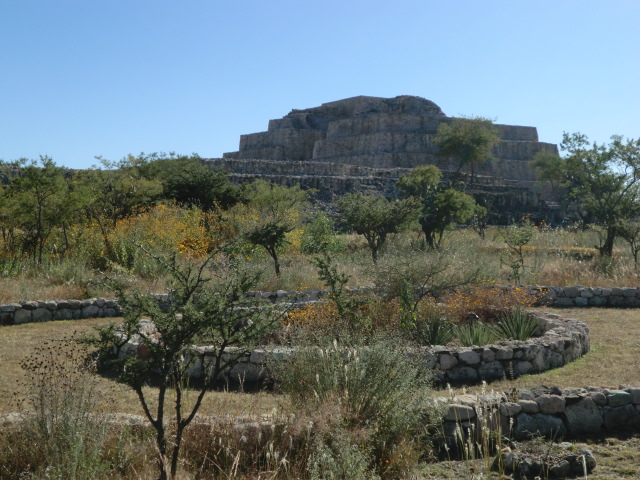
Cañada de la Virgen - Estructuras

Las siete estructuras arquitectónicas del sitio Cañada de la Virgen son enormes basamentos troncopiramidales de distintos tamaños y estilos que forman patios hundidos, plazas, un juego de pelota, explanadas y una calzada de 1 km de largo. Los vestigios cerámicos en superficie encontrados sugieren que su última ocupación estaría ligada a la máxima expansión tolteca.
El sitio fue una población prehispánica, en la frontera norte de Mesoamérica, las principales estructuras se utilizaron para observar el cielo. Su diseño urbano indica ciclos cósmicos, que gobernaban las actividades agrícolas y la caza y recolección en la zona semidesértica, se estima que hubo comercio con otras regiones mesoamericanas, de objetos rituales.
El sitio tiene una orientación mesoamericana, el eje simétrico orientado con la salida y puesta del Sol y de la Luna (este-oeste), con una posición estratégica, visual sobre la cuenca del río. Se considera que fue un lugar relevante para rituales y ceremonias.
La relación entre los edificios y los ciclos astrales se observa en el Complejo A o “Casa de los 13 cielos”, observatorio celeste, un patio hundido pudo haber funcionado como espejo de agua para la observación e interpretación de aspectos para los ciclos agrícolas.
El sitio probablemente fue un centro astronómico y religioso entre 540 y 1050 d. C., se han determinado las fechas en las que se observan fenómenos relacionados con la agricultura.

## Historia
Abandonado por 900 años, este sitio fue una fortaleza impresionante.
Los tolteca-chichimecas establecieron poblaciones, construyeron edificios y otras estructuras en la cuenca del río Laja, conocido en el siglo XVI como San Miguel y, aparentemente, hace mil años llamado Pánuco.
En la lista de nombres de las provincias del imperio tolteca en el Códice tolteca-chichimeca, Cañada de la Virgen estaría situada al poniente de la zona norte del territorio tolteca. Se desconoce el original nombre del lugar (ilegible en el Códice).
Se encontraron restos de hornos que demuestran que hubo explotación de yacimientos de cal de piedra.
Las estructuras (siete) sitio son consideradas monumentales por sus dimensiones, son basamentos tronco-piramidales de varios tamaños y estilos que forman espacios como patios hundidos, plazas, explanadas y una calzada de 1000m de largo.

## Cronología de Ocupación
De acuerdo con la evidencia superficial de cerámica (plumbate), la última ocupación fue en la época de la máxima expansión tolteca.
El entorno histórico de la región se inició durante el periodo Preclásico (tradición Chupícuaro), muy importante en Mesoamérica. La tradición, caracterizada por una avanzada industria cerámica y complejas expresiones religiosas, se extendió a casi todo el territorio de Guanajuato. Chupícuaro desapareció cerca de 350 d. C., con el desarrollo de agricultores avanzados.
Se identifica con una etapa de desarrollo (tradición de Patios Hundidos) entre los periodos Clásico y Epiclásico (350 a 900 d. C.) caracterizada por patios hundidos o cerrados, en grandes estructuras piramidales. Se considera una etapa de desarrollo agrícola avanzado.
Durante ese periodo se desarrolló una organización y especialización en los centros rectores. Nuevas hipótesis sobre los tolteca sugieren que coincidió con la llegada de grupos proto-toltecas a la Cuenca de México, entre 900 y 1000 d. C., y no con el colapso de Tula, ocurrido hacia 1200 d. C.
La frontera agrícola colapsó aproximadamente en 1350 d. C., la zona vio el inicio de las tribus chichimecas con diferente filiación étnica, identificado a los guachichiles, los guamares, los copuces, los guaxabanes, los pames y los otomíes. En esa época la frontera entre nómadas y sedentarios fue el río Lerma. En este escenario se puede ubicar el auge prehispánico de Cañada de la Virgen.

## Arquitectura
El sitio está conformado por complejos arquitectónicos con vinculaciones cercanas.
El Complejo A o Casa de los Trece Cielos (Observatorio celeste), consta de un patio hundido, un basamento piramidal (más de 15 m de altura) y plataformas que cierran el perímetro. Estudios forenses aplicados a los hallazgos funerarios han proporcionado importante información sobre prácticas culturales (deformación craneana, inhumación, veneración ancestral) y rituales sobre a la fundación del sitio. Arriba del Complejo A hay un Templo Rojo y un mural abstracto, con franjas horizontales rojas y negras (alusión al día y noche).
En el recinto central se encuentra el Complejo B o Casa de la Noche más Larga. Es un conjunto arquitectónico con varias estructuras (estructura piramidal, patio hundido y plataformas) con diferentes funciones. La estructura piramidal es asimétrica (al suroeste), en el lado sur tiene cuartos sobre los paramentos. Este estilo arquitectónico solo ha sido documentado en el área maya (Puuc yucateco) y en Cañada de la Virgen. En este recinto se encontró una subestructura con planta en cruz, la que probablemente tuvo usos públicos y rituales.

## Estructuras
Existen cinco conjuntos monumentales, el más importante es el Complejo A (anexos laterales, templo basamento, patio cerrado, explanada principal, explanada sur y calzada).
La estructura de mayor tamaño se encuentra en el centro, el resto de las estructuras se encuentran en los cuatro lados, formando plazas y explanadas. Durante los trabajos de investigación, se han descubierto importantes piezas arqueológicas, como son ollas, metates, semillas, restos humanos, etc.

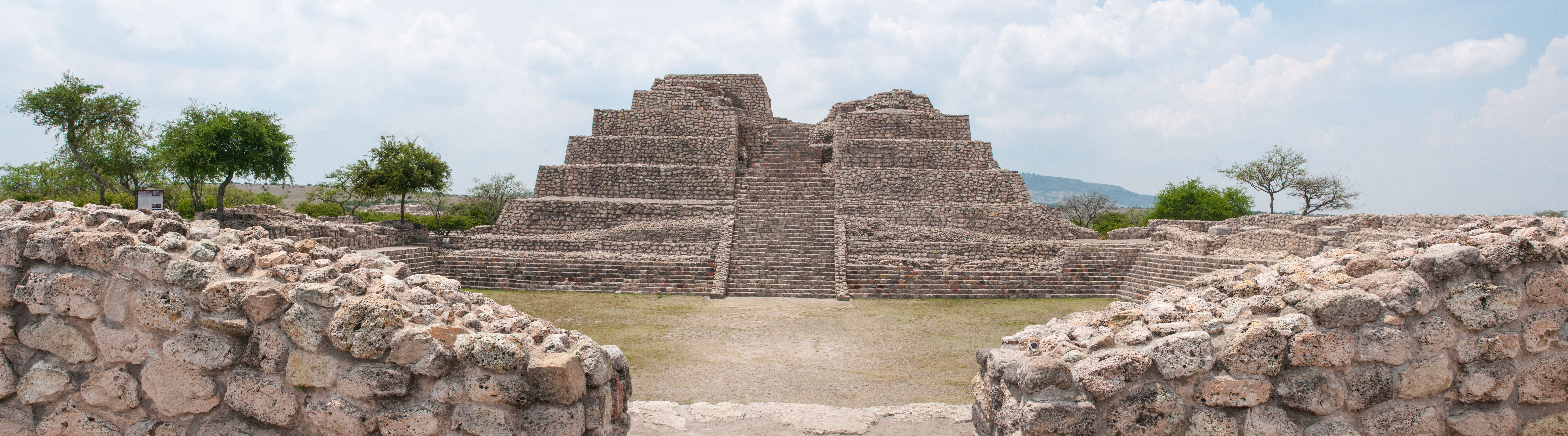
Fotografía panorámica de la Estructura A y su patio cerrado.

Fotografía panorámica del patio cerrado desde la cima de la Estructura A.

### Estructura A
Es mayor y más compleja, tiene varios elementos: estructura piramidal, escalinatas, templo superior, patio central, patios laterales, explanada y calzada. La forman seis cuerpos, en la cúspide se desplantan los restos de un edificio superior. El arreglo geométrico del patio en relación con la plaza-explanada y la calzada, es muestra del conocimiento alcanzado por arquitectos tolteca-chichimeca en diseño y construcción. En semejanza a las estructuras mexicas del Posclásico Tardío, el edificio superior tenía dos secciones separadas por una escalinata central. Se usaron muros de piedra aplanados con estuco (mezcla de cal y arena), y pintados de color rojo óxido (en su penúltima ocupación) y ocre (última). Esto lo indica residuos en uno de los cuartos.

### Estructura B
Esta estructura comparte las características del A, con pequeñas diferencias. El edificio superior está desplazado al sur (no en el centro del patio). Al poniente hay una explanada (pequeña) elevada, parte de la plaza principal. Hay evidencias de que hubo otra calzada, la cual partiría del costado sur de este basamento hacia otra parte de la cañada que circunda el sitio. En el patio se localizaron restos de una escultura de piedra antropomorfa, de lo que pudo ser la cabeza y pie izquierdo de algún personaje de la época.

### Estructura C
No existe información.

### Estructura D
Esta estructura se encuentra al norte, presenta características especiales, su planta es mixta: los cuerpos inferiores son rectangulares, los superiores son circulares, este estilo no es común en estructuras de la región.

### Estructura E
Localizada al sur del conjunto, formada por un basamento piramidal, formando un patio abierto al sur, los otros están cerrados en los cuatro lados. En la esquina noreste se encontró una pieza de cantera que podría ser parte de un friso o una jamba.

## Restauración
Los constantes saqueos y acciones vandálicas que se estaban llevando a cabo en el basamento principal del sitio (A), hicieron necesario en 1989 realizar algunas intervenciones de restauración para evitar el colapso de la esquina suroeste del basamento. En la actualidad el Gobierno local y el Instituto Nacional de Antropología e Historia trabajan en su protección e investigación.

## Visitas
El complejo arqueológico abrió al público el 15 de febrero de 2011. El sitio está abierto de martes a domingo, de 9:00 a 15:00. Para aquellos sin transporte o que buscan guías bilingües, existen múltiples operadores turísticos en San Miguel de Allende que pueden proporcionar guías expertos y transporte.
El sitio está inusualmente protegido y hay algunas consideraciones para los visitantes. Hay un centro de visitantes con estacionamiento y un museo (inaugurado en 2017). El acceso al sitio es solo por un autobús de enlace programado que lleva a los visitantes cerca del sitio. Desde allí, la caminata es de aproximadamente 3 km de ida y vuelta, y debe estar acompañado por un escolta que se asegurará de que regrese a su autobús de enlace a tiempo; el tiempo de viaje de ida y vuelta desde el Centro de Visitantes es de 2.5 horas. No se permiten bolsos, mochilas o carteras en el sitio debido a robos recientes de artefactos. Se permiten bolsas pequeñas para cámaras, cámaras y agua. Los visitantes con problemas de movilidad pueden encontrar el recorrido desafiante.